# МЦ116
МЦ116 — однозарядная стандартная винтовка разработки тульского предприятия ЦКИБ СОО. Представляет собой существенную модификацию спортивной винтовки МЦ-13, при этом конструктивно унифицирована с произвольной винтовкой МЦ-115. Обладает высокой кучностью боя и стабильностью параметров.

## Конструкция
Конструктивно основана на МЦ-13. Для увеличения точности стрельбы особое внимание уделено технологии изготовления и обработки ствола. Запирание осуществляется посредством двух выступов затвора. Спусковой механизм бесшнеллерный, позволяет регулировать усилие и характер спуска (с предупреждением и без). Диоптрический прицел аналогичен таковому на МЦ-112.